# Libanoconis fadiacra
Libanoconis fadiacra là một loài côn trùng trong họ Coniopterygidae thuộc bộ Neuroptera. Loài này được Whalley miêu tả năm 1980.